# Église Saint John the Evangelist
L’église Saint John the Evangelist  est un édifice religieux montréalais situé au 137, avenue du Président-Kennedy (angle rue Saint-Urbain) à Montréal (Québec).
Elle a été construite par l'architecte William Tutin Thomas en 1878 dans un style néogothique qui combine des éléments du style anglais et français. Elle est un bel exemple de style néo-gothique de l'ère victorienne. 

## Histoire
L'église Saint John the Evangelist, appelée aujourd'hui par les montréalais l'église au toit rouge, fait partie de l'église anglicane orthodoxe. D'abord établie au coin des rues Saint-Urbain et Président-Kennedy, en 1861, elle a été reconstruite à son emplacement actuel en 1878. 
L'actuelle église de pierre, de forme rectangulaire avec chœur en saillie, remonte à 1878 ; elle a été conçue par l'architecte William Tutin Thomas avec la collaboration du révérend Edmund Wood. Elle s'inspire des églises construites dix ans plus tôt dans l'est de Londres, dans les quartiers défavorisés, par l'architecte James Brooks — un style créé spécialement pour les paroisses anglo-catholiques pauvres.  
L'extérieur, dont les murs sont couverts de grosses pierres, ne comporte pas de décorations sauf quelques motifs près de la porte d'entrée. Le toit, initialement couvert d'ardoises, possède, depuis les années 1970, un toit de métal rouge lequel est devenu une des principales caractéristiques de l'édifice.
L'intérieur, dont les murs sont recouverts de brique, se caractérise par une voûte en bois. Le baptistère a été ajouté en 1895 et forme une petite salle rectangulaire avec une abside ronde et un toit gothique. Les fonts baptismaux ont été sculptés par Robert Reid, de Montréal, alors que les vitraux sont l'œuvre de la maison Hardman.
La grille de chœur, de style gothique rayonnant et dessinée par Henry Vaughan, de Boston, et de Henry Beaumont, de Montréal, s'inspire de l'arcade de la salle du chapitre de l'abbaye de Westminster.